# Impressió de microcontacte

Figura 1: el patró PDMS es crea modelant silici, abocant i curant el PDMS i pelant-lo del substrat

La impressió de microcontacte (o μCP) és una forma de litografia suau que utilitza els patrons en relleu d'un segell mestre de polidimetilsiloxà (PDMS) o un micro segell de goma d'uretà per formar patrons de monocapes autoassemblades (SAM) de tinta a la superfície de un substrat mitjançant un contacte conforme com en el cas de la impressió per nanotransferència (nTP). Les seves aplicacions són amplis, com ara la microelectrònica, la química de superfícies i la biologia cel·lular.

Figura 2: S'aboca el tiol sobre el segell i es deixa assecar. Es fa un contacte conforme amb el substrat i es deixa enrere el patró.

Tant la litografia com la impressió de segells han existit des de fa segles. Tanmateix, la combinació dels dos va donar lloc al mètode d'impressió de microcontacte. El mètode va ser introduït per primera vegada per George M. Whitesides i Amit Kumar a la Universitat Harvard.

## Procediment

### Preparant el patró
La creació del màster, o plantilla, es fa mitjançant tècniques de fotolitografia tradicionals. El mestre normalment es crea amb silici, però es pot fer sobre qualsevol superfície sòlida amb estampats. Photoresist s'aplica a la superfície i es modela amb una fotomàscara i llum UV. A continuació, es cou el mestre, es desenvolupa i es neteja abans d'utilitzar-lo. En els processos típics, el fotoresistent es manté generalment a l'hòstia per utilitzar-lo com a plantilla topogràfica per al segell. No obstant això, les regions de silici no protegides es poden gravar i eliminar el fotoresistent, cosa que deixaria enrere una hòstia estampada per crear el segell. Aquest mètode és més complex però crea una plantilla més estable.

### Creació del segell PDMS
Després de la fabricació, el mestre es col·loca en un recipient amb paret, normalment una placa de Petri, i el segell s'aboca sobre el patró.

### Entintant el segell
L'entintat del segell es produeix mitjançant l'aplicació d'una solució de tiol, ja sigui per immersió o recobrint el segell amb una punta Q. El material PDMS altament hidròfob permet que la tinta es difongui a la major part del segell, el que significa que els tiols resideixen no només a la superfície, sinó també a la major part del material del segell. Aquesta difusió a la massa crea un dipòsit de tinta per a múltiples impressions. El segell es deixa assecar fins que no es veu cap líquid i es crea un dipòsit de tinta.

### Aplicació del segell al substrat
Aplicar el segell al substrat és fàcil i senzill, que és un dels principals avantatges d'aquest procés. El segell es posa en contacte físic amb el substrat i la solució de tiol es transfereix al substrat. El tiol es transfereix selectivament a la superfície en funció de les característiques del segell. Durant la transferència, les cadenes de carboni del tiol s'alineen entre si per crear una monocapa d'autoassemblatge hidrofòbica (SAM).

## Avantatges
La impressió de microcontacte té diversos avantatges, com ara:
- La simplicitat i la facilitat de crear patrons amb funcions a microescala.
- Es pot fer en un laboratori tradicional sense l'ús constant d'una sala blanca (només es necessita una sala blanca per crear el mestre).
- Es poden crear diversos segells a partir d'un sol mestre.
- Els segells individuals es poden utilitzar diverses vegades amb una degradació mínima del rendiment.
- Una tècnica de fabricació més barata que utilitza menys energia que les tècniques convencionals.
- Alguns materials no tenen cap altre mètode de micropatronat disponible.